# 松浦市立今福小学校
松浦市立今福小学校（まつうらしりつ いまふくしょうがっこう、Matsuura City Imafuku Elementary School）は、長崎県松浦市今福町東免にある公立小学校。

## 概要
歴史
1874年（明治7年）に創立。2014年（平成26年）には創立140周年を迎えた。
校章・校歌
校区
「長崎県松浦市今福町」全域。中学校区は松浦市立今福中学校。

## 沿革
- 1884年（明治7年）7月9日 - 第五大学区長崎県管下第四中学区[2]松浦郡の小学校として「聖坂小学校」が開校。
- 1878年（明治11年）- 郡制の施行により、北松浦郡に属することとなる。
- 1883年（明治16年）-「公立初等今福小学校」に改称。
- 1886年（明治19年）
  - 4月 - 小学校令の施行により、簡易科を設置の上「簡易今福小学校」に改称。
  - 11月15日 - 志佐村浦免に「長崎県第十六高等小学校」が設置される。北松浦郡の中の11村を学区とする。
- 1887年（明治20年）- 志佐町無量寺跡の寺屋が長崎県第十六高等小学校の仮校舎となる。また高等小学校の寄宿舎が設置される。
  - 高等小学校の学区は広く、通学困難な児童を対象に寄宿舎が設置された。
- 1889年（明治22年）4月1日 - 町村制の施行により、簡易今福小学校が今福村立の小学校となる。
- 1890年（明治23年）- 長崎県第十六高等小学校の新校舎が志佐町に完成。
- 1888年（明治21年）- 尋常科を設置し「尋常今福小学校」に改称。
- 1890年（明治23年）- 東免16番地（現在地）に校舎を新築し移転を完了。
- 1892年（明治25年）4月 - 「今福尋常小学校」に改称（「尋常」の位置が変わる）。
- 1893年（明治26年）- 長崎県第十六高等小学校が廃止される。
- 1897年（明治30年） - 飛島分教場を設置（飛島の読みは「とびしま」）。
- 1899年（明治32年）4月 -高等科を併置し、「今福尋常高等小学校」に改称（尋常科4年・高等科4年）。
- 1908年（明治41年）4月1日 - 小学校令の改正により、義務教育年限（尋常科の修業年限）が4年から6年に延長される（尋常科6年・高等科2年）。
  - 旧高等科1年を尋常科5年に、旧高等科2年を尋常科6年に、旧高等科3年を高等科1年に、旧高等科4年を高等科2年に振り替えた。
- 1929年（昭和4年）4月1日 - 今福町の発足により、今福町立の小学校となる。
- 1941年（昭和16年）4月1日 - 国民学校令の施行により、「今福国民学校」に改称。尋常科を初等科に改める（初等科6年・高等科2年）。
- 1947年（昭和22年）4月1日 - 学制改革（六・三制の実施）が行われる。
  - 国民学校の初等科が改組され、「今福町立今福小学校」に改称。飛島分教場を飛島分校とする。
  - 国民学校の高等科と青年学校の普通科が改組され、「今福町立今福中学校」（新制中学校）が発足。小学校に併設される。
- 1952年（昭和27年）- 飛島分校校舎を増築。
- 1955年（昭和30年）4月15日 - 松浦市への編入により、「松浦市立今福小学校」（現校名）に改称。
- 1956年（昭和31年）4月1日 - 飛島分校が分離し、松浦市立飛島小学校として独立。
- 1974年（昭和49年）- 創立100周年記念式典を挙行。
- 2000年（平成12年）4月1日 - 松浦市立飛島小学校を統合し、飛島分校とする（再分校化）。
- 2005年（平成17年）3月31日 - 飛島分校を廃止。

## アクセス
最寄りの鉄道駅
- 松浦鉄道 西九州線 「今福駅」（駅名の今福の読みは「いまぶく」）

最寄りのバス停
- 松浦観光バス「人柱」バス停
- 西肥自動車（西肥バス）「今福支所前」バス停

最寄りの国道・県道
- 国道204号（唐津街道）
- 長崎県道146号上志佐今福停車場線
- 西九州自動車道（伊万里松浦道路）「今福IC」（2015年（平成27年）3月21日開通）

## 周辺
- 松浦市役所 今福支所
- 松浦市立今福中学校
- 松浦警察署 今福交番
- 今福郵便局

## 同名の小学校
- 大阪市立今福小学校（大阪府大阪市城東区）
- 和歌山市立今福小学校（和歌山県和歌山市）
- 浜田市立今福小学校（島根県 浜田市）

## 関連事項
- 長崎県小学校一覧